# سدره نواز
سدره نواز (انگلیسی: Sidra Nawaz؛ زادهٔ ۱۴ مارس ۱۹۹۴) بازیکن کریکت اهل پاکستان است.